# Деніел Пітер Хаттенлочер
Деніел Пітер Хаттенлочер  — американський комп’ютерний науковець, академічний адміністратор і корпоративний директор. Він є інавгураційним деканом Шварцманівського коледжу комп’ютерних технологій Массачусетського технологічного інституту. Раніше він був інавгураційним деканом і віце-ректором Cornell Tech Корнельського університету  і директором Amazon . Він приєднався до відділу комп’ютерних наук Корнельського університету в 1988 році, і до 2015 року мав 24 патенти в області комп’ютерних технологій.
До Корнелла Хаттенлохер раніше працював у дослідницькому центрі Xerox Palo Alto та був головним технічним директором Intelligent Markets. Він навчався в лабораторних школах Чиказького університету, отримав ступінь бакалавра в Мічиганському університеті та здобув ступінь магістра та доктора (1988) у Массачусетському технологічному інституті (останній під керівництвом Шимона Уллмана).
У лютому 2019 року Массачусетський технологічний інститут призначив його головою нового Шварцманівського коледжу обчислювальної техніки, який розпочав свою роботу в 2019 р.